# Chippewas de Central Michigan
Les Chippewas de Central Michigan (en anglais : Central Michigan Chippewas) sont un club omnisports universitaire de l'université du Centre du Michigan à Mount Pleasant (Michigan). Les équipes des Chippewas participent aux compétitions universitaires organisées par la National Collegiate Athletic Association. Central Michigan fait partie de la division Mid-American Conference pour l'équipe de football américain et de basketball.